# Алчность
Алчность, жадность, корыстолюбие, скупость, стяжательство, любостяжание, скопидомство, сребролюбие, мздоимство — деятельное стремление и неумеренное желание, склонность к получению материальных благ и выгоды.

Скупость есть неумеренное желание и любовь к богатствам
Avaritia est immoderata divitiarum cupiditas et amor
Алчность в православной этике — одна из 8 греховных страстей (в католичестве — один из 7 смертных грехов) поскольку приводит к умножению забот и попечений, ко внутренней злобе и замкнутости, а также непрестанно провоцирует страх утраты и гнев на возможных конкурентов и завистников.
С ней связана жадность (любостяжание), что осуждается у всех народов. Алчность рассматривается как мотив преступления или причина трагедии.
Согласно Иоанну Лествичнику, против алчности враждует грех уныния и добродетель нестяжания.